# Тушнов Михайло Павлович
Тушнов Михайло Павлович (30 квітня 1879, Казань — 19 вересня 1935, Москва) — радянський мікробіолог, патофізіолог, академік ВАСГНІЛ (Всесоюзна академія сільськогосподарських наук імені В. І. Леніна), засновник тканинної терапії. Батько російської поетеси Тушнової Веронікі Михайлівни.

## Біографія
Тушнов Михайло Павлович народився в 1879 році в Казані. У 1902 році закінчив Казанський ветеринарний інститут. З 1905 року по 1931 рік викладав там же. З 1932 року — завідувач кафедрою мікробіології в Московському зооветеринарному інституті. Тушнов є засновником тканинної терапії, запропонував ряд органотерапевтичних препаратів, теоретично обґрунтував дію лізатів (лікарські препарати, отримані з різних органів і тканин тварин шляхом їх штучного розщеплення) при деяких хворобах сільськогосподарських тварин.

## Наукові праці
- Проблемы спермотоксинов и лизаты. — М., 1938